# ريما طه
ريما طه فريد (22 مارس 1987) عداءة أردنية، وبطلة الأردن في مسابقتي الوثب الطويل 100 متر والوثب الثلاثي، شاركت في سباق 100 متر في دورة الألعاب الأولمبية الصيفية لعام 2012 في لندن، وقد قطعت التصفيات الأولى في وقت يقدر ب 12.66 ثانية والذي يعد أفضل وقت حققته، ولكنه لم يؤهلها للجولة الأولى.

## المشاركات والبطولات
- بطولة العالم في فرنسا عام 2003.
- بطولة العالم في الصين عام 2006.
- دورة الألعاب الآسيوية في العاصمة القطرية الدوحة "2006"

## الميداليات
- ذهبيتين في البطولة العربية للناشئين التي أقيمت في المغرب عام "2004".
- ذهبية بطولة غرب آسيا التي أقيمت في قطر عام "2005".
- برونزية آسيا التي أقيمت في الصين عام "2006".
- فضية بطولة العرب للسيدات التي اقيمت في الأردن عام 2007.

## وصلات خارجية
- ريما طه على موقع الاتحاد الدولي لألعاب القوى (الإنجليزية)
- ريما طه على موقع أوليمبيديا (الإنجليزية)

- صفحة ريما طه على موقع الاتحاد الدولي لألعاب القوى